# Air Nippon
Air Nippon (Japans: エアーニッポン株式会社, Eā Nippon Kabushiki-gaisha) of ANK was een Japanse luchtvaartmaatschappij met haar thuisbasis in Tokio. Naast vluchten onder eigen code naar Taiwan voerde zij regionale vluchten uit voor All Nippon Airways onder de code NH.

## Geschiedenis
Air Nippon werd opgericht in 1974 door Japan Airlines, All Nippon Airways en TDA als NKA Nihon Kinkyori Airways.
In 1987 werd de naam gewijzigd in Air Nippon Kabushiki-Gaisha. Vanaf 1989 wordt de naam Air Nippon gebruikt en opereerde zij als volle dochter van All Nippon Airways.
Op 1 april 2012 werd Air Nippon geïntegreerd in All Nippon Airways.

## Vloot
De vloot van Air Nippon bestond uit: (oktober 2007)
- 12 Boeing B-737-500
- 11 Boeing B-737-700

13 Boeing B-737-500 zijn uitgeleend.

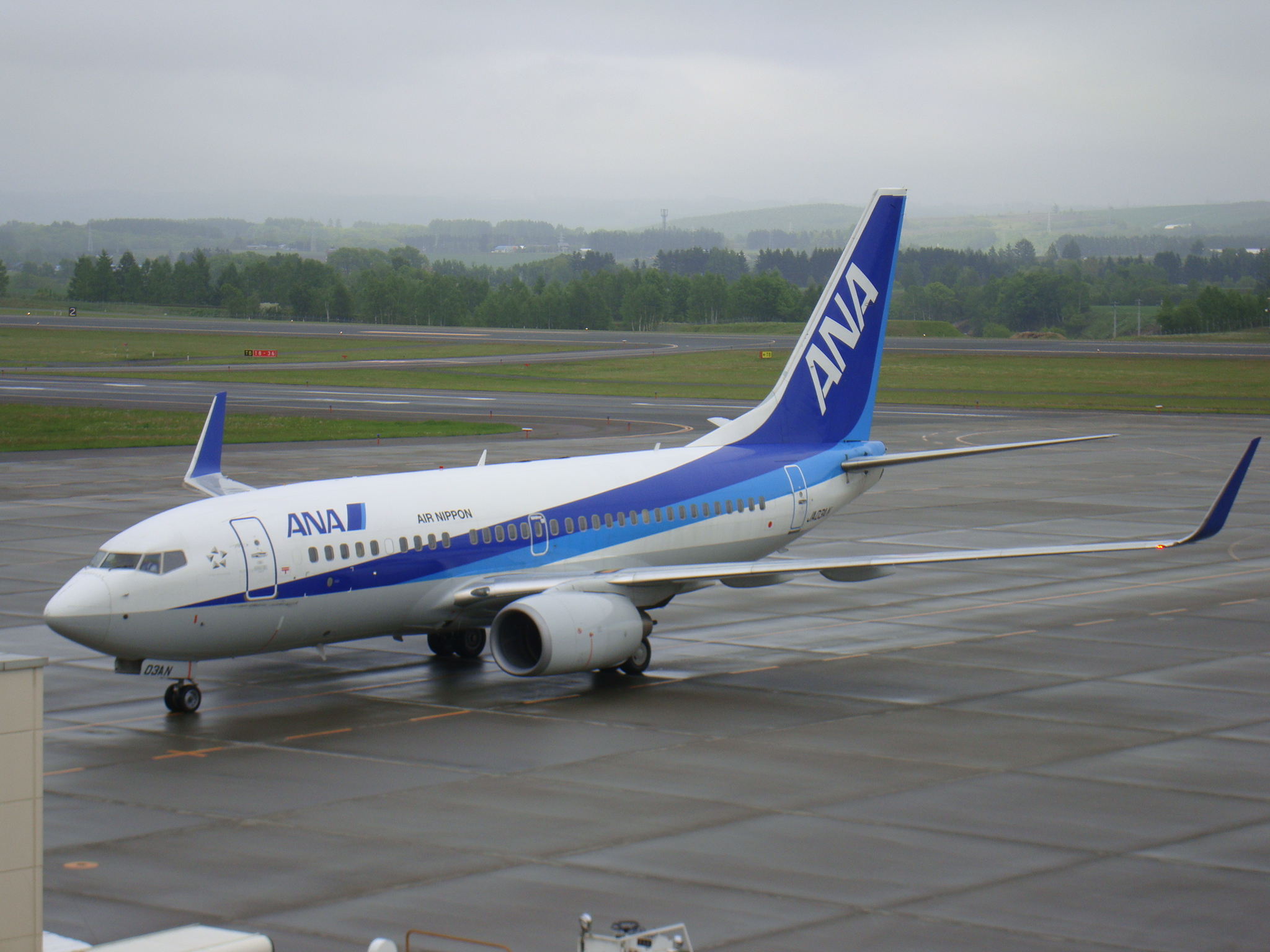
Air Nippon Boeing 737-700